# V579 Андромеды
V579 Андромеды (лат. V579 Andromedae) — двойная затменная переменная звезда типа W Большой Медведицы (EW) в созвездии Андромеды на расстоянии приблизительно 1423 световых лет (около 436 парсеков) от Солнца. Видимая звёздная величина звезды — от +12,8m до +12,5m. Орбитальный период — около 0,3381 суток (8,1152 часов).

## Характеристики
Первый компонент — жёлтая звезда спектрального класса G. Радиус — около 1,36 солнечного, светимость — около 1,386 солнечной. Эффективная температура — около 5368 K.
Второй компонент — жёлтая звезда спектрального класса G.